# José Vila de Prat
José Vila y Crivillers más conocido como José Vila de Prat (San Saturnino de Osormot, c. 1813-ibíd., 17 de enero de 1891) fue un guerrillero español que participó en las tres guerras carlistas en el bando legitimista, destacando especialmente por su actuación en Cataluña durante la tercera. 

## Biografía
Sirvió en la primera guerra carlista en Cataluña, en la que fue capitán. Tras permanecer 8 años en el exilio, tomó parte en la de los matiners, en la que fue ascendido a comandante. Nuevamente pasó a Francia, pero regresó a España un año después.
En la conspiración carlista de 1869 fue jefe del distrito de Vich. Al producirse la intentona de ese año, levantó una partida carlista en la zona y marchó hacia las Guillerías, pero su partida se disolvió pronto.

### Tercera guerra carlista
En la tercera guerra fue comandante del 2.º Batallón de Barcelona y luego del 3.º de Barcelona y por último coronel y comandante general de la provincia de Barcelona.
Peleó con Francisco Savalls en Vidrá, cerca de Olot. Junto a Rafael Tristany en junio de 1872 marchó a Taradell tras vencer en San Hilario Sacalm y en abril de 1873 participó en el intento fracasado de conquistar Puigcerdá. Por una acción el 27 de abril en el oratorio de San Miguel, cerca de San Segimón del Montseny, en la que resultó herido, el infante Don Alfonso le otorgó la cruz de San Fernando de 1.ª clase.
El Diario de Barcelona consignaba así la noticia el 30 de abril:

Con referencia a las personas llegadas ayer de Vich, se ha sabido que el Coronel Cabrinetty persiguió a los carlistas desde las 5 de la mañana a las 5 de la tarde; que se vieron estos obligados a guarecerse en unas casas en las que tuvieron grandes pérdidas por el nutrido y acertado tiroteo de cañón que en ellas hubieron de sufrir; que ya de huida la facción, llegó otra columna, a la que Cabrinetty encomendó la custodia de los prisioneros que había hecho. que los muertos no bajaron de 22 a 24 y que resultaron también muchos heridos, entre ellos, y gravemente, el cabecilla Vila del Prat, que recibió un balazo en una pierna, y que desangrándose y en muy mal estado se lo llevaron en hombros algunos trabucaires de su escolta.

Vila del Prat también fue galardonado el 15 de mayo de 1874 con la cruz roja de segunda clase al mérito militar por su actuación en la batalla de Alpens del 10 al 11 de julio de 1873.
Entre las múltiples acciones que protagonizó en la campaña, Melchor Ferrer menciona un tiroteo con las fuerzas de Mola y Martínez en Hostal de Farriols durante el sitio de Berga, su entrada en San Hipólito de Voltregá para cobrar contribuciones el 9 de julio, la toma del fuerte de Bagá el 27 de marzo de 1873 y una acción el 26 de julio de ese año para tratar de evitar que la fuerza republicana mandada por Moreno liberase a los prisioneros de la acción de Alpens custodiados en el santuario de Nuestra Señora de Hort.
En 1875 estaba al mando de los batallones 3.º y 6.º de Barcelona y en julio pasó también a comandar en Rubí las fuerzas que mandaba Muxí, compuestas por los batallones 4.º y 5.º de Barcelona y 40 caballos, con las que marchó a Olesa de Montserrat. El 20 de agosto obtuvo una victoria contra la columna del coronel Vallejo en San Quintín de Mediona. Con los batallones 2.º y 4.º de Barcelona, libró un combate contra la columna de Molins el 5 de octubre en el desfiladero de Congost, pero fue derrotado.
Vila de Prat fue ascendido a brigadier por Rafael Tristany el 7 de marzo de 1875 en cumplimiento de orden directa de Don Carlos. Perdida toda esperanza para los carlistas, se presentó en noviembre de 1875 en San Feliu de Saserra. Finalizada la guerra, no marchó al exilio, sino que permaneció una temporada escondido por los bosques de Espinelvas, cobijándose en la cueva de Sautó, situada bajo Vernencs, en la riera de Espinelvas, dentro ya del término municipal de San Saturnino de Osormot.
Según el Diario de Cataluña, Vila del Prat se caracterizó por su compasión durante la guerra, pues no mandó ningún fusilamiento injusto y libró a muchas personas de ser arbitrariamente fusiladas por otros jefes. De acuerdo con este testimonio, tras la toma de Berga, se apoderó de los voluntarios que defendían el castillo y queriendo fusilarles Savalls, Vila de Prat le dijo que los prisioneros eran suyos y que no quería que fuesen pasados por las armas. «Pues guárdatelos», replicó Savalls despechado. Vila de Prat les dio libertad el día siguiente en el Hostal del Frare, cerca de Bagá, y fue vitoreado por ellos.

### Posguerra
Según la prensa de Barcelona, durante la década de 1880 realizó viajes de propaganda en pueblos y masías de las Guillerías, conferenciando con los partidarios de la causa carlista.
Afín a Nocedal, en 1888 se adhirió a la escisión integrista del carlismo y participó en una reunión en Madrid para acordar las bases de la organización política de aquel nuevo partido.
Desde la conclusión de la última guerra carlista residió en la masía de su propiedad conocida como mas Crivillers o can Crivillers, situada en la parroquia de Osomort. Allí fallecería en 1891. Según una crónica publicada en el Diario de Cataluña, poco antes de morir le dijo al sacerdote que le asistía: 

¡Oh! si yo hubiera podido prever que iba a pelear por un rey cesarista y voluble, peor que Fernando VII, esté usted seguro que ni a la primera guerra habría acudido.